# Landtagswahlkreis 2 (Steiermark)
Der Wahlkreis 2 ist ein Wahlkreis in der Steiermark, der bis 2012 die politischen Bezirke Feldbach, Fürstenfeld, Hartberg und Weiz umfasst. Bei der Landtagswahl 2005 ging die Österreichische Volkspartei (ÖVP) mit 51,92 % als stärkste Partei hervor. Von den maximal acht zu vergebenden Grundmandaten konnte die ÖVP drei Grundmandate auf sich vereinigen, zudem erreichte die Sozialdemokratische Partei Österreichs (SPÖ) 2 Grundmandate und die Freiheitliche Partei Österreichs (FPÖ) ein Grundmandat.

## Wahlergebnisse
| Landtagswahlen im Wahlkreis 2 | Landtagswahlen im Wahlkreis 2 | Landtagswahlen im Wahlkreis 2 | Landtagswahlen im Wahlkreis 2 | Landtagswahlen im Wahlkreis 2 | Landtagswahlen im Wahlkreis 2 | Landtagswahlen im Wahlkreis 2 | Landtagswahlen im Wahlkreis 2 | Landtagswahlen im Wahlkreis 2 | Landtagswahlen im Wahlkreis 2 |
| ----------------------------- | ----------------------------- | ----------------------------- | ----------------------------- | ----------------------------- | ----------------------------- | ----------------------------- | ----------------------------- | ----------------------------- | ----------------------------- |
| Wahltermin                    | GM                            |                               | ÖVP                           | SPÖ                           | FPÖ                           | KPÖ                           | GRÜNE                         | LIF / NEOS                    | Sonstige                      |
| 4. Oktober 1981               |                               | Stimmenanteile (%)            | 68,32                         | 27,42                         | 3,68                          | 0,59                          | -                             | -                             | -                             |
| 4. Oktober 1981               | 11                            | Grundmandate                  | 8                             | 3                             | 0                             | 0                             | -                             | -                             | -                             |
| 21. September 1986            |                               | Stimmenanteile (%)            | 68,41                         | 24,57                         | 3,40                          | 0,46                          | 2,76                          | -                             | 0,40                          |
| 21. September 1986            | 11                            | Grundmandate                  | 8                             | 2                             | 0                             | 0                             | 0                             | -                             | 0                             |
| 22. September 1991            |                               | Stimmenanteile (%)            | 59,64                         | 23,52                         | 13,43                         | 0,21                          | 1,83                          | -                             | 1,37                          |
| 22. September 1991            | 11                            | Grundmandate                  | 7                             | 2                             | 1                             | 0                             | 0                             | -                             | 0                             |
| 17. Dezember 1995             |                               | Stimmenanteile (%)            | 49,89                         | 26,07                         | 16,46                         | 0,17                          | 3,67                          | 1,98                          | 1,76                          |
| 17. Dezember 1995             | 11                            | Grundmandate                  | 5                             | 3                             | 1                             | 0                             | 0                             | 0                             | 0                             |
| 15. Oktober 2000              |                               | Stimmenanteile (%)            | 61,06                         | 22,08                         | 12,14                         | 0,36                          | 3,80                          | 0,57                          | -                             |
| 15. Oktober 2000              | 11                            | Grundmandate                  | 7                             | 2                             | 1                             | 0                             | 0                             | 0                             | -                             |
| 2. Oktober 2005               |                               | Stimmenanteile (%)            | 51,92                         | 32,81                         | 4,28                          | 3,67                          | 3,88                          | -                             | 3,46                          |
| 2. Oktober 2005               | 12                            | Grundmandate                  | 6                             | 4                             | 0                             | 0                             | 0                             | -                             | 0                             |
| 24. November 2019             |                               | Stimmenanteile (%)            | 47,22                         | 18,77                         | 18,96                         | 2,57                          | 8,54                          | 3,94                          | -                             |
| 24. November 2019             | 11                            | Grundmandate                  | 5                             | 2                             | 2                             | 0                             | 1                             | 0                             | -                             |
| 24. November 2024             |                               | Stimmenanteile (%)            | 36,35                         | 15,07                         | 37,51                         | 2,32                          | 4,32                          | 3,31                          | -                             |
|                               | 16                            | Grundmandate                  | 4                             | 1                             | 4                             | 0                             | 0                             | 0                             | -                             |